# Il cavaliere nero (fumetto)
Il cavaliere nero è stata una serie a fumetti pubblicata in Italia dalle Edizioni Audace negli anni cinquanta. La serie venne scritta da Gian Luigi Bonelli e disegnata dal gruppo di autori noto come EsseGesse. Venne edita in due serie per complessivi 34 numeri. Diversamente da altre serie del periodo, pubblicate a strisce orizzontali, questa venne edita nel formato a libriccino (cm 9,5 x 13,5).